# Eduard Artiemjew
Eduard Nikołajewicz Artiemjew (ros. Эдуа́рд Никола́евич Арте́мьев; ur. 30 listopada 1937 w Nowosybirsku, zm. 29 grudnia 2022 w Moskwie) – radziecki i rosyjski kompozytor muzyki filmowej.

## Muzyka filmowa

### Filmy fabularne
- 1972: Solaris
- 1974: Zwierciadło
- 1978: Syberiada
- 1979: Kilka dni z życia Obłomowa
- 1979: Stalker
- 1991: Urga
- 1991: Wewnętrzny krąg
- 1994: Spaleni słońcem
- 1997: Odyseja
- 1998: Cyrulik syberyjski
- 2007: Dwunastu
- 2007: Blask luksusu
- 2014: Białe noce listonosza Aleksieja Triapicyna

### Filmy animowane
- 1987: Mysz i wielbłąd

## Odznaczenia
- Order „Za zasługi dla Ojczyzny” Klasy IV (2013)[2]